# عبدالرزاق نجام
عبدالرزاق نجام (انگلیسی: Abderrazak Nijam؛ زادهٔ ۱۹۴۱) بازیکن فوتبال اهل مراکش بود.
وی همچنین در تیم ملی فوتبال مراکش بازی کرده‌است.